# Jan de Vries (motociclista)
|  | Per a altres significats, vegeu «Jan de Vries (desambiguació)». |

Jan de Vries   (Sint Jabik, 5 de gener de 1944 - Purmerend, 14 de gener de 2021) fou un pilot de motociclisme neerlandès que va guanyar dos campionats del món de 50cc (1971 i 1973). En guanyar el de 1971 esdevingué el primer holandès a guanyar un campionat del món de motociclisme. Al seu palmarès també hi ha dos títols de campió dels Països Baixos (1967 i 1972).

## Trajectòria esportiva
De Vries va obtenir els seus primers punts al campionat del món al Gran Premi dels Països Baixos de 1968, amb un quart lloc, mentre que la primera de les seves 14 victòries en Gran Premi la va aconseguir al Gran Premi de les Nacions de 1970. Durant tota la seva carrera a la classe dels 50cc es va mantenir fidel a Kreidler; les seves escasses aparicions a la dels 125cc les va fer amb una MZ.
De Vries va perdre el campionat del món de 1972 davant d'Ángel Nieto pel marge més estret possible. Tots dos van acabar la temporada empatats a 69 punts i tres victòries cadascun, de manera que el campionat es va haver de decidir pel còmput de temps globals i Nieto en va resultar guanyador per uns pocs segons de diferència.
Un cop acabada la temporada de 1973, poc després d'haver obtingut el seu segon títol mundial, Jan de Vries es va retirar de les competicions.

## Resultats al Mundial de motociclisme
Barem de puntuació de 1950 a 1968:
| Posició | 1 | 2 | 3 | 4 | 5 | 6 |
| Punts   | 8 | 6 | 4 | 3 | 2 | 1 |

Barem de puntuació de 1969 a 1987:
| Posició | 1  | 2  | 3  | 4 | 5 | 6 | 7 | 8 | 9 | 10 |
| Punts   | 15 | 12 | 10 | 8 | 6 | 5 | 4 | 3 | 2 | 1  |

(Ids. Grans Premis | Llegenda) (Curses en negreta indiquen pole; curses en  itàlica indiquen volta ràpida)
| Any  | Categoria | Equip    | 1       | 2      | 3       | 4       | 5     | 6       | 7       | 8      | 9       | 10    | 11    | 12    | 13    | Punts | Posició |
| ---- | --------- | -------- | ------- | ------ | ------- | ------- | ----- | ------- | ------- | ------ | ------- | ----- | ----- | ----- | ----- | ----- | ------- |
| 1968 | 50cc      | Kreidler | GER Ret | ESP -  | IOM -   | NED 4   | BEL 7 |         |         |        |         |       |       |       |       | 3     | 10è     |
| 1969 | 50cc      | Kreidler | ESP 3   | GER 2  | FRA Ret |         | NED 2 | BEL DNS | DDR 5   | CZE 8  |         | ULS 2 | NAT 4 | YUG 3 |       | 64    | 4t      |
| 1970 | 50cc      | Kreidler | GER -   | FRA 22 | YUG 2   |         | NED 2 | BEL 6   | DDR 5   | CZE 10 |         | ULS 6 | NAT 1 | ESP 3 |       | 60    | 5è      |
| 1970 | 125cc     | MZ       | GER -   | FRA 19 | YUG -   | IOM -   | NED 7 | BEL -   | DDR -   | CZE -  | FIN -   |       | NAT - | ESP - |       | 4     | 35è     |
| 1971 | 50cc      | Kreidler | AUT 1   | GER 1  |         | NED Ret | BEL 1 | DDR 2   | CZE -   | SWE 3  |         |       | NAT 1 | ESP 1 |       | 75    | 1r      |
| 1972 | 50cc      | Kreidler | GER 1   |        |         | NAT 1   |       | YUG Ret | NED 2   | BEL 2  | DDR Ret |       | SWE 1 |       | ESP 2 | 69    | 2n      |
| 1973 | 50cc      | Kreidler |         |        | GER Ret | NAT 1   |       | YUG 1   | NED Ret | BEL 1  |         | SWE 1 |       | ESP 1 |       | 60    | 1r      |